# FRAPRU
Le Front d'action populaire en réaménagement urbain (FRAPRU) est un regroupement québécois (Canada) dont la mission est de promouvoir les droits sociaux, tout particulièrement le droit au logement. Il intervient aussi en matière de lutte à la pauvreté et d'aménagement urbain.

## Présentation
Le FRAPRU, soit le «FRont d'Action Populaire en Réaménagement Urbain», est créé en 1978 pour assurer la défense et l'amélioration des conditions de logement et de vie de la population à faible revenu. En 2024, il est formé de près de 145 organismes nationaux, régionaux et locaux actifs dans toutes les régions du Québec.
Le regroupement tient un camp à l'occasion du 400e anniversaire de la ville de Québec pour dénoncer les problèmes de logements et en tient un autre à Montréal au mois de mai 2015, notamment dans le but de dénoncer les coupures effectuées par le gouvernement de Philippe Couillard dans Accès-Logis, le programme provincial permettant la création de logements sociaux.
Le FRAPRU est notamment membre de : la Coalition opposée à la tarification et la privatisation des services publics, le Fonds québécois d'habitation communautaire, l'Institut de recherche et d'information socio-économiques (IRIS), la Ligue des droits et libertés et de No Vox.